# Fórmula (lògica)
En lògica matemàtica, una fórmula és un objecte sintàctic formal que expressa una proposició. La definició exacta d'una fórmula depèn del desenvolupament particular de la lògica formal en qüestió, però una definició bastant típica (específica a la lògica de primer ordre) és la següent: les fórmules es defineixen amb relació a un llenguatge matemàtic particular, és a dir, una col·lecció de variables, constants, símbols lògics, símbols de funció i símbols de relació, on cadascun dels símbols de funció i de relació va acompanyat d'una aritat que indica el nombre d'arguments que requereix.
D'aquesta manera, un terme es defineix de forma recursiva com: 
1. Una variable,
2. Un símbol constant, o
3. f(t1,...,tn), on f és un símbol de funció n-ari, i t1,...,tn són termes.

Una fórmula es defineix de forma recursiva com: 
1. t1=t₂, on t1 i t₂ són termes, o
2. R(t1,...,tn), on R és un símbol de relació n-ari, i t1,...,tn són termes, o
3. (¬φ), on φ és una fórmula, o
4. (φ∧ψ), on φ i ψ són fórmules, o
5. (∃x)(φ), on x és una variable i φ és una fórmula.

Els dos primers casos s'anomenen fórmules atòmiques.

## Exemples de fórmules
- {\displaystyle x'+x''={\dot {x}}+{\ddot {x}}}

- {\displaystyle {n \choose r}={\frac {n!}{r!(n-r)!}}}